# Nita Costa
Nita Costa (Leonila Barbosa de Souza Costa) (Feira de Santana, 7 de noviembre de 1907 - Novo Hamburgo, 7 de marzo de 1963) fue una política y filántropa brasileña.
Hija de Deoclécio Barbosa de Sousa y de María Machado Barbosa de Sousa, Leonita Barbosa de Souza Costa nació en la ciudad de Feira de Santana (a unos 110 km de Bahía), pero vivió en la ciudad de San Salvador de Bahía, donde se casó en 1925 ―a los 17 años de edad― con el empresario Leonardo Costa, con quien tuvo dos hijas. Se dedicó a desarrollar una importante labor asistencial en el área de la salud, junto con el médico Alfredo Ferreira de Magalhães (1873-1943).
Este, en 1903, había creado el Instituto para la Protección y Asistencia a los Niños de Bahía, para ayudar a las mujeres y los niños carentes.
En 1943, tras la muerte del Dr. Magalhães, Nita Costa le sucedió en la dirección del instituto. Posteriormente emprendió, recolectando donaciones de comerciantes e industriales locales, la construcción del Hospital de Niños Alfredo Magalhães, en el distrito de Río Vermelho, en Bahía.
A petición del Gobierno del Estado de Bahía, cedió un ala del hospital al gobierno, para la construcción de una maternidad, que recibió su nombre.
Ese hospital funcionó muchos años ―a veces denominado Maternidad Anita Costa―, pero en la actualidad ha sido demolido.
Nita Costa fundó en Bahía el PTB (Partido Trabalhista Brasileiro: Partido Laborista Brasileño), por el cual fue elegida diputada federal en 1954, convirtiéndose en la primera diputada federal mujer del estado de Bahía.
Como diputada (1955-1959) actuó en defensa de los derechos civiles de las mujeres.
Su mandato estuvo marcado por la presentación del Proyecto de Ley N º 3915 (de 1958), que regulaba los derechos civiles de las mujeres casadas, proponiendo cambios en los artículos 233, 329, 330, 380 y 393 del Decreto Ley N º 4657 de septiembre de 1942, que definía al varón como jefe de familia (Diario do Congreso del 12 de mayo de 1956). El proyecto de Nita Costa, al proponer que se cambiara la estructura de poder dentro la familia, puso en primer plano una de las demandas más avanzadas del feminismo de entonces, que recién serían atendidas en la Constitución de 1988. En sus cuatro años de mandato, Nita Costa presentó otros proyectos relacionados con la aplicación de recursos en las áreas de asistencia social, salud y cultura.
En 1958, trató de ser reelegida nuevamente como diputada del PTB pero no tuvo éxito.
Falleció el 7 de marzo de 1963, a los 55 años, en la ciudad de Novo Hamburgo, unos 40 km al norte de Porto Alegre.